# Brehmer (adelsätt)
Brehmer är en utslocknad svensk adelsätt. Den härstammar från den tyske adelsmannen Johann Helmuth von Brehmerm, död 1634, vars två minderåriga söner som föräldralösa kom till Sverige. 
Johan (Hans) Georg von Bræmer eller Brehmer uppnådde graden överstelöjtnant och var hovmarskalk hos hertig Adolf Johan, bror till Karl X Gustav. Han vled 1679 i Stockholm utan manliga efterkommande. 
Brodern  Sigismund von Brhemer eller Berhemer blev kaptenlöjtnant vid Nylands kavalleriregemente. Han avled i Preussen samma år som brodern, träffad av en kanonkula. 
Tio år efter deras död erhöll bröderna 1689 svenskt adelskap med namnet Brehmer och introducerades samma år på Riddarhuset på nummer 1165. En ogift son till Sigismund föll vid slaget vid Poltava 1709 och slöt ätten på svärdssidan.